# 송다은 (모델)
송다은(1985년 10월 23일 ~ )은 2008년 미스코리아 부산 선(眞) 출신의 모델, 요가 강사이다.

## 프로필
- 출생 : 1985년 10월 23일
- 신체 : 168.5 cm, 49 kg, 33-24-34
- 학력 : 동의대학교 경영정보학과
- 수상 : 2008년 미스코리아 부산 선(善), 2009년 슈퍼모델 선발대회 3위
- 취미 : 일기쓰기, 독서
- 특기 : 요가, 댄스

## 주요 경력
- 2008년 미스코리아 부산 선(善)
- 2009년 슈퍼모델 선발대회 3위

## 같이 보기
- 2008년 미스코리아
- 미스코리아 부산